# 네오지오 X
네오지오 X(Neo Geo X, NGX)는 Tommo가 제조하고 SNK가 라이선스한 휴대용 게임기의 하나로, 네오지오 브랜드의 일부로 출시된 최신 게임기이다. 네오지오 X에 대한 정보는 2012년 1월에 처음 보고되었으며 나중에 3월에 확인되었다. 2004년 브랜드 중단 이후로 출시되는 최초의 네오지오 시스템이며, 2001년까지 지원된 1999년 네오지오 포켓 컬러 출시 이후 세 번째 네오지오 휴대용 장치이다.
네오지오 X는 대중적인 오리지널 네오지오(MVS/AES) 하드웨어가 특징이며 20개의 오리지널 네오지오 게임이 내장되어 있다. 추가 타이틀들은 게임 슬롯을 통해 사용할 수 있다.
이 시스템은 2012년 12월 18일에 네오지오 X 골드 한정판(Neo Geo X Gold Limited Edition) 번들의 일부로 출시되었으며 도킹 스테이션, 아케이드 스틱, 보너스 게임 카드를 포함한다.
도킹 스테이션은 오리지널 네오지오 AES 콘솔 이후 모델링되었으며 텔레비전 연결뿐 아니라 휴대용 기기 충전 목적으로 사용이 가능하다. 아케이드 스틱은 오리지널 네오지오 AES 아케이드 스틱의 복제품로서, 도킹 스테이션을 통해 휴대용 기기를 텔레비전에 연결할 때 컨트롤러로서 사용할 수 있다.
2017년 기준으로, 이 시스템 자체와 게임 카드들은 개발이 중단된 상태이다.

## 게임
네오지오 X용으로 총 36개의 게임이 있다.
| - 3 카운트 바우트 - 알파 미션 II - 용호의 권 - 베이스볼 스타즈 2 - 사이버 립 - 숙명의 싸움 - 아랑전설 스페셜 - 더 킹 오브 파이터즈 95 - 킹 오브 더 몬스터즈 - 라스트 리조트 | - 리그 볼링 - 매직션 로드 - 메탈슬러그 - 뮤테이션 네이션 - NAM-1975 - 퍼즐드 - 리얼 바우트 아랑전설 스페셜 - 사무라이 쇼다운 II - 득점왕(Super Sidekicks) - 월드 히어로즈 퍼펙트 |

닌자 마스터스는 골드 한정판 패키지의 보너스 게임 카드에 포함되어 있다.
2013년 2월에 추가 게임 카드들이 발표되었다. 네오지오 X 클래식스(Neo Geo X Classics)라는 5개의 볼륨은 총 15개의 게임이 들어있다. 이 볼륨들은 2013년 6월에 출시되었으며 다음의 게임들을 갖추고 있다:
| 볼륨 1 - 메탈슬러그 2 - 센고쿠 - 탑 헌터 | 볼륨 2 - 사무라이 쇼다운 III - 세비지 레인 - 슈퍼 사이드킥스 3 | 볼륨 3 - 더 킹 오브 파이터즈 96 - 블레이징 스타 - 키즈나 엔카운터 | 볼륨 4 - 가로우: 마크 오브 더 울브스 - 쇼크 트루퍼스 - 월드 히어로즈 2 제트 | 볼륨 5 - 월화의 검사(The Last Blade) - Blues Journey - 용호의 권 |